# Rue Lucien-Cassagne
La rue Lucien-Cassagne (en occitan : carrièra Lucien Cassagne) est une voie de Toulouse, chef-lieu de la région Occitanie, dans le Midi de la France.

## Situation et accès

### Description
La rue Lucien-Cassagne est une voie publique. Elle relie les quartiers de la Côte-Pavée et de Guilheméry.
La chaussée compte une voie de circulation automobile en sens unique, de l'avenue Camille-Pujol vers l'avenue Jean-Rieux. Elle appartient à une zone 30 et la vitesse y est limitée à 30 km/h. Il n'existe pas de bande, ni de piste cyclable, quoiqu'elle soit à double-sens cyclable.

### Voies rencontrées
La rue Lucien-Cassagne rencontre les voies suivantes, dans l'ordre des numéros croissants (« g » indique que la rue se situe à gauche, « d » à droite) :
1. Avenue Jean-Rieux
2. Rue Comby (d)
3. Chemin du Coin-de-la-Moure (d)
4. Rue Henri-de-Toulouse-Lautrec (d)
5. Rue Henri-Lanfant (g)
6. Rue André-Cavagnol (d)
7. Rue Marancin (d)
8. Rue Dominique-de-Pérignon (d)
9. Avenue Camille-Pujol

## Odonymie
C'est en 1944 que la rue a été nommée en hommage à Lucien Cassagne (1891-1944). Né à Carbonne, il est élève au conservatoire de Toulouse, puis de Paris, où il obtient le premier prix en 1905. Il revient ensuite à Toulouse, où il enseigne la musique au conservatoire et où il devient chef de service de l'administration du théâtre du Capitole. Il habite une maison du quartier de Guilheméry, rue Barbès. Il est aussi franc-maçon à la loge « Parfaite harmonie » et s'engage dans la politique comme militant à la SFIO : en 1922, il est élu conseiller d'arrondissement pour le canton de Carbonne, puis, en 1935, conseiller municipal de Carbonne. Pendant la Seconde Guerre mondiale, il s'engage dans la Résistance, participe au réseau Brutus et devient chef départemental du réseau France au combat. Il est secrétaire fédéral de la SFIO clandestine et, à partir de 1943, il représente avec Paul Debauges ce parti auprès du comité départemental de libération. Il est tué dans la nuit du 19 au 20 août 1944, à deux heures du matin, à l'angle de la rue Roquelaine et du boulevard de Strasbourg, alors qu'il revient d'une réunion clandestine du comité de libération qui vient de prendre la décision de l'insurrection qui mène à la Libération de la ville – il a été reconnu par des soldats allemands, portant au bras un brassard des Forces françaises de l'intérieur (FFI).
Au XVIIe siècle, la rue Lucien-Cassagne est connue comme le yeys – c'est-à-dire le petit-chemin – des Juifs. L'origine de ce nom est peu claire – c'était également celui d'une voie tout proche, l'actuelle rue Bernard-Mulé. Il est parfois précisé qu'il s'agit du chemin des Juifs-de-la-Moure, car il joignait le « coin de la Moure » (amorièr, « mûrier » en occitan). En 1820, la voie prit le nom de chemin des Rondes-de-Bataille, devenu en 1855 grande-rue Bataille.

## Patrimoine et lieux d'intérêt

### Groupe scolaire Armand-Leygue
Le groupe scolaire de la Côte-Pavée est construit dans la première moitié du XXe siècle,.̩

### Maisons
- no  19 : maison toulousaine.
La maison est construite dans la deuxième moitié du XIXe siècle, en retrait de la rue Lucien-Cassagne. Bâtie en brique, elle bénéficie d'une architecture soignée. Elle se développe sur deux niveaux séparés par un cordon. Au rez-de-chaussée, les ouvertures sont segmentaires. Le niveau de combles est percé d'ouvertures en losange en brique calepinée. L'élévation est couronnée d'une large corniche moulurée[8].

- no  21 : maison toulousaine.
La maison, construite dans la deuxième moitié du XIXe siècle, est bâtie en brique. La maison se développe sur deux niveaux séparés par un cordon. Le niveau de combles est percé d'ouvertures qui ont des ornements en terre cuite. L'élévation est couronnée d'une corniche moulurée[9].

- no  23 : maison toulousaine.
La maison est construite dans la deuxième moitié du XIXe siècle, en retrait de la rue Lucien-Cassagne. Bâtie en brique, elle bénéficie d'une architecture soignée. Au rez-de-chaussée, les ouvertures ont des appuis en pierre et sont surmontées de fines corniches. Le niveau de comble a été surélevé et réaménagé dans la deuxième moitié du XXe siècle – il a conservé, cependant, la trace des ouvertures en losange en brique calepinée et de la corniche moulurée qui couronnait l'élévation[10].

- no  27 : maison (deuxième moitié du XIXe siècle)[11].

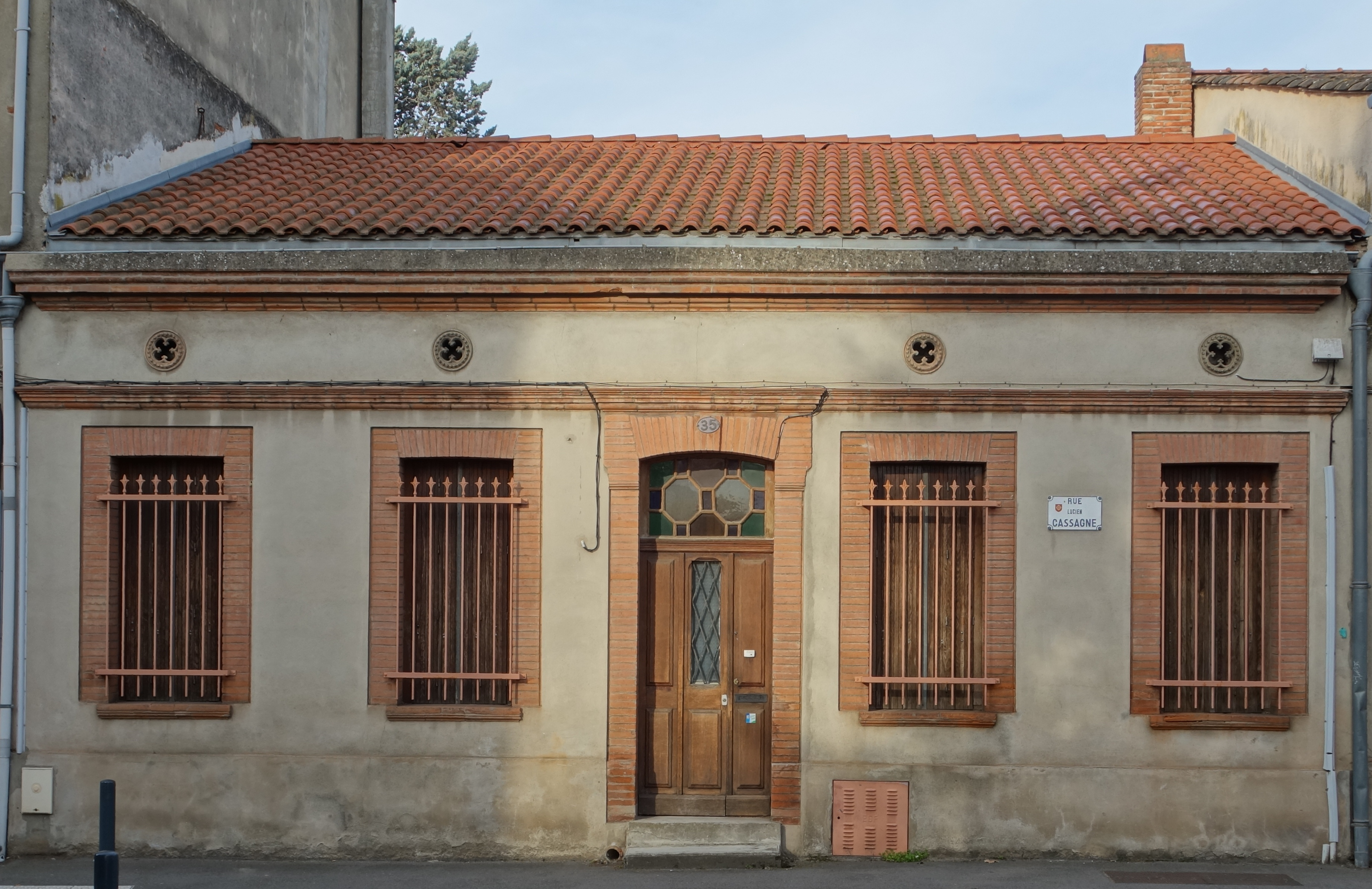
no 35 : maison toulousaine.

- no  35 : maison toulousaine.
La maison, bâtie en brique, est construite dans la deuxième moitié du XIXe siècle. Au rez-de-chaussée, la porte est surmontée d'une corniche, qui passe au niveau du cordon qui sépare les niveaux. Le comble est percé d'ouvertures qui ont des ornements en terre cuite. L'élévation est couronnée d'une corniche moulurée[12].

- no  37 : maison toulousaine (deuxième moitié du XIXe siècle)[13].
- no  39 : maison toulousaine (deuxième moitié du XIXe siècle).
- no  40 : maison toulousaine (deuxième moitié du XIXe siècle)[14].
- no  48 : maison toulousaine (deuxième moitié du XIXe siècle)[15].
- no  50 : maison toulousaine (deuxième moitié du XIXe siècle)[16].
- no  86 : maison toulousaine (premier quart du XXe siècle)[17].
- no  103 : maison (premier quart du XXe siècle)[18].

### Œuvre publique

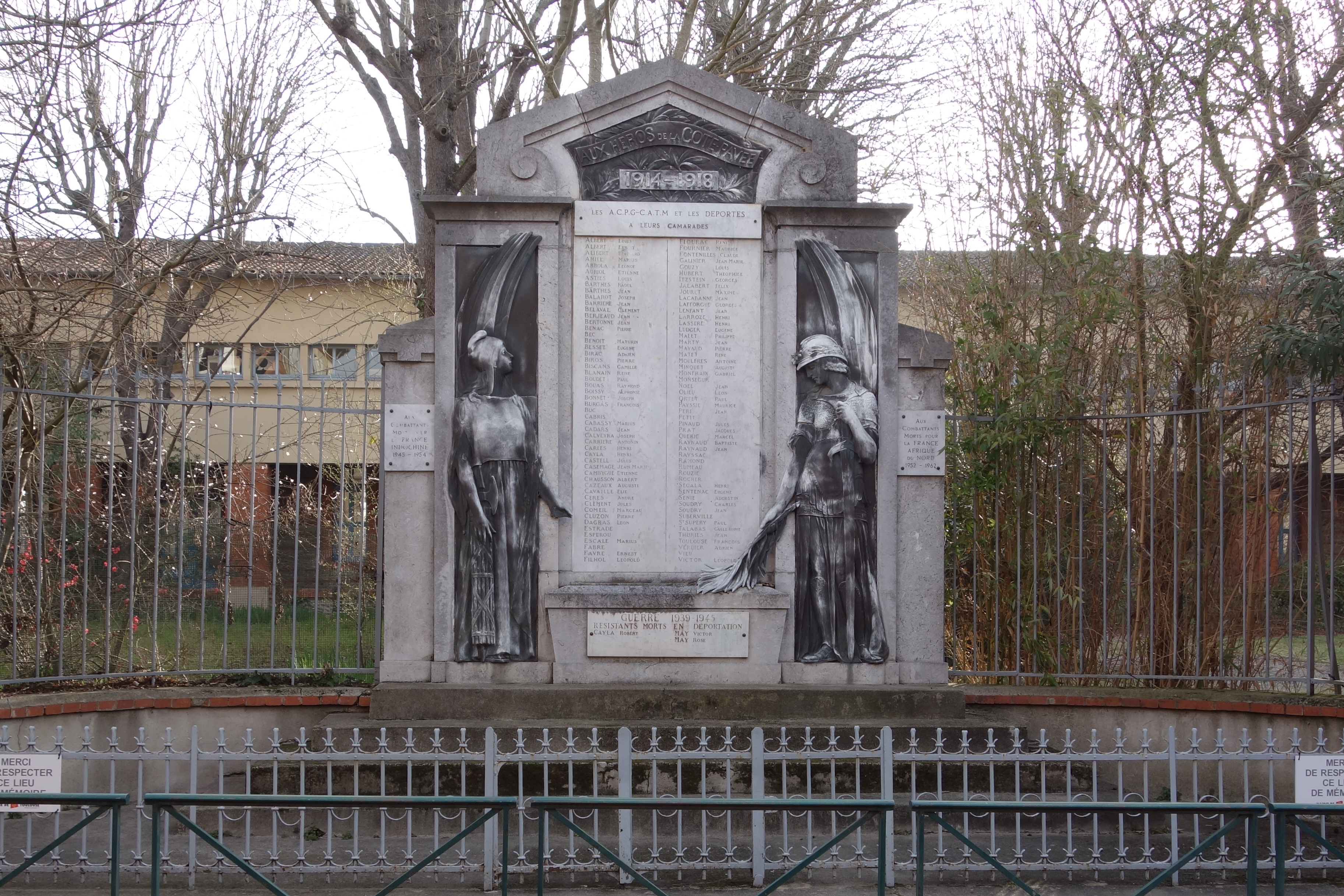
Monument aux morts de la Côte-Pavée.

- monument aux morts de la Côte-Pavée.
Le monument aux morts du quartier de la Côte-Pavée est érigé à la suite d'une souscription publique lancée en 1920 par un comité local. Il est installé le long de la rue Lucien-Cassagne, contre la clôture du groupe scolaire Armand-Leygue et inauguré après 1921.
Il se compose d'une stèle en calcaire posée sur un piédestal de quatre marches. La partie centrale du monument, sur laquelle est gravée la liste des morts, est encadrée par deux bas-reliefs en fonte : la République, à gauche, et la Victoire, à droite. La première, coiffée d'un bonnet phrygien, tient un faisceau de licteur. La seconde est armée d'un casque Adrian orné d'une couronne de laurier, d'une cuirasse et d'une épée, posant une palme sur le tombeau à ses pieds. La stèle est surmontée d'un fronton triangulaire orné d'un bas-relief en fonte portant l'inscription "Aux héros de la Côte Pavée / 1914-1918". Des plaques de marbre ont été ajoutées en hommage aux victimes de la Seconde Guerre mondiale et des conflits coloniaux en Indochine et en Afrique du nord[19].